# Hatékony piacok elmélete
A hatékony piacok elmélete szerint (Efficient-market hypothesis) az értékpapírok ára teljes mértékben tükrözi az elérhető információkat. Hatékony piacon értékpapírt vásárló befektető egyensúlyi hozamot várhat el.
Az elméletnek három „fokozata” van.
- A hatékony piacok elméletének gyenge formája: Azt hangsúlyozza, hogy a részvényárfolyamok a régebbi árfolyamokban lévő összes információt tartalmazzák.
- A hatékony piacok elméletének közepes formája: A részvényárfolyamok az összes nyilvánosan elérhető információt tükrözik
- A hatékony piacok elméletének erős formája: A részvényárfolyamok az összes releváns információt tükrözik, beleértve a bennfentes információkat.